# Saab 36
Сааб 36 (швед. Saab 36) (також відомий як Projekt 1300) — надзвуковий бомбардувальник, що розроблявся компанією Saab в 1950-х роках. Літак повинен був нести 800-кілограмову вільнопадаючу ядерну бомбу, але шведська ядерна програма була закрита в 1960-х роках; плани по створенню бомбардувальника були скасовані в 1957 році. Saab 36 планувалося обладнати трикутним крилом, як у винищувача Saab 35 Draken. Двигун мав бути модифікацією британського турбореактивного двигуна Bristol Olympus, такого ж, як і у реактивного бомбардувальника Avro Vulcan.